# Верхний Торей
Ве́рхний Торе́й (бур. Дээдэ Тори) — улус в Джидинском районе Бурятии. Административный центр сельского поселения «Верхнеторейское».

## География
Расположено в межгорной долине южного макросклона хребта Малый Хамар-Дабан, на правом берегу реки Торей, в 53 км к северо-западу от районного центра — села Петропавловка. Ближайшие населенные пункты — Улзар (12 км к северу), Нижний Торей (13 км к югу).

## История
По преданиям ашабагатов, приблизительно в середине XVII века в Торейскую долину прибыл из Халха-Монголии Начихан со своей женой Хонхарцаг и обосновался на этих землях.
Со времён формирования казачьих караулов вдоль китайской границы, в первой четверти XVIII века, население Торейской долины было разделено на казаков (служивые) и ясачных (отог зон). Население, проживающее на правом берегу речки Торей, стало казаками (местности Жаргалантуй, Соростуй и др.), а на левом — ясачными (роды Зун Бэе, Цонгол и др.).
В 1919 году создан Верхнеторейской сомонный Совет депутатов трудящихся в составе Селенгинского аймака.
В 1924 году образована Верхнеторейская школа.
В 1956 году в селе была открыта библиотека.
В 1965 году был образован совхоз «Оёрский», куда вошли хозяйства сёл Оёр, Тохой, Верхний Торей.
В 1969 году построен памятник погибшим воинам-землякам «Эдэнэй нэрэ мунхэ».
В 1972 году открыт детский сад «Туяа».
В 1975 году был открыт сельский Дом культуры.
В 1987 году установлен бронзовый бюст Герою Советского Союза Гармаеву Гармажапу Аюровичу.
В 1993 году создан краеведческий музей.

## Население
| 2002 | 2010 |
| ---- | ---- |
| 696  | ↘581 |

## Экономика
Население занимается сельским хозяйством, имеет личные подсобные хозяйства.

## Социальная инфраструктура
- Средняя школа
- Детский сад
- Почта
- Дом культуры
- Библиотека
- Фельдшерско-акушерский пункт
- Магазины смешанных товаров

## Связь
«Tele2»

## Происхождение названия
По легенде, Чингис-хан во время охоты на чёрную лисицу дал название местностям в нынешних Джидинском и Закаменском районах. Идя по следу лисицы, он обогнул местность, сделав полукруг (тоорижо гараа). От слова «тоорюу» впоследствии и получилось название долины «Торей» (Тори). «Ториие тоорижо гараа» в переводе с бурятского языка буквально означает «обогнул эту местность».

## Достопримечательности
- Целебный источник «Жаргалантын Аршан» расположен в местности «Жаргалантуй», в 10 километрах от села.
- Целебный источник «Цагдуултын Аршан» расположен в 4-х километрах на запад от села, на высокой горе «Аршаанта» в местности Цагдуулта.
- Целебный источник «Чулуутын аршан» расположен в 2-х километрах на юго-запад от села, в местности Чулуута", между двумя высокими горами в ущелье.
- Целебный источник «Хундуй» находится в 3-х километрах северо-западнее села Улзар, в местности Зун-Торея.

## Объекты культурного наследия
- Могильник (Верхний Торей-I) (II—I тыс. до н. э. X—XV вв. н. э.) находится в 1,5 км к северо-западу от села, в 250—300 метрах к востоку от современного бурятского кладбища на вершине сопки и у её подножия.
- Могильник (Верхний Торей-II) (II—I тыс. до н. э.) находится в 1 км к югу от села на правом берегу реки Торей на границе высокой поймы.
- Могильник (Верхний Торей-III) (II—I тыс. до н. э.) находится в 3,5 км к югу от села к западу от дороги, ведущей к трассе «Улан-Удэ-Закаменск».
- Могильник (Верхний Торей-IV) (II—I тыс. до н. э.) находится в 5,5 км к югу от села в устье распадка, выходящего в долину реки Торей, к западу от дороги, ведущей к трассе «Улан-Удэ-Закаменск».
- Могильник (Верхний Торей-V) (II—I тыс. до н. э. (керексуры)) находится в 4 км к югу от села, в 10 м восточнее дороги из Верхнего Торея к трассе «Улан-Удэ-Закаменск».

## Выдающиеся люди
- Васильев, Чой — бурятский религиозный деятель, 8-й Пандидо Хамбо-лама, глава буддистов Российской империи (1872—1873)[4].
- Гендунова, Найдан Намжиловна (1913—1984) — российская актриса; народная артистка РСФСР (1957)[5].
- Лубсан-Нима Дармаев (Дармаа Хамбо) — Пандито Хамбо-лама, основатель Иволгинского дацана
- Гармажап Аюрович Гармаев — Герой Советского Союза
- Эрдэни Жалцанов — режиссёр театра кукол «Ульгэр», лауреат театральной премии «Золотая маска»
- Алдар Дашиев — уникальный исполнитель протяжных бурятских песен, победитель многих музыкальных конкурсов.